# Fresnoy-le-Château
Fresnoy-le-Château ist eine französische Gemeinde mit 285 Einwohnern (Stand: 1. Januar 2022) im Département Aube in der Region Grand Est (vor 2016 Champagne-Ardenne); sie gehört zum Arrondissement Troyes und zum Kanton Vendeuvre-sur-Barse. 

## Geographie
Fresnoy-le-Château liegt etwa 14 Kilometer südöstlich von Troyes. Umgeben wird Fresnoy-le-Château von den Nachbargemeinden Lusigny-sur-Barse im Norden und Nordosten, Montreuil-sur-Barse im Osten, Villemoyenne im Südosten und Süden, Clérey im Sü+dwesten und Westen sowie Montaulin im Nordwesten. 

## Bevölkerungsentwicklung
| Jahr                       | 1962 | 1968 | 1975 | 1982 | 1990 | 1999 | 2006 | 2011 | 2019 |
| Einwohner                  | 217  | 203  | 200  | 222  | 271  | 269  | 277  | 317  | 287  |
| Quellen: Cassini und INSEE |      |      |      |      |      |      |      |      |      |

## Sehenswürdigkeiten
- Kirche Notre-Dame-de-l’Assomption aus dem 18./19. Jahrhundert
- Schloss Le Plessis, seit 2001 Monument historique

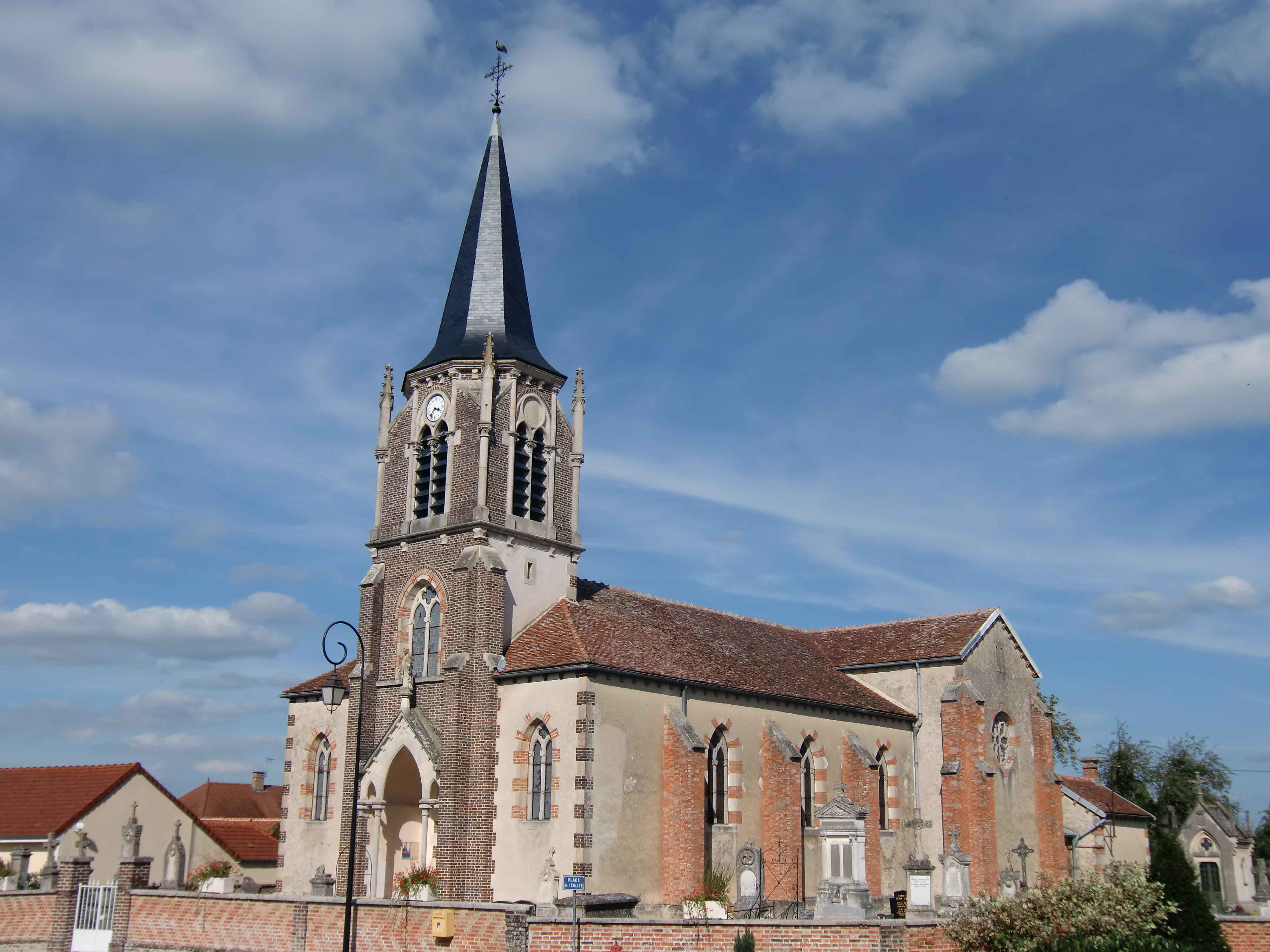
Kirche Notre-Dame-de-l’Assomption
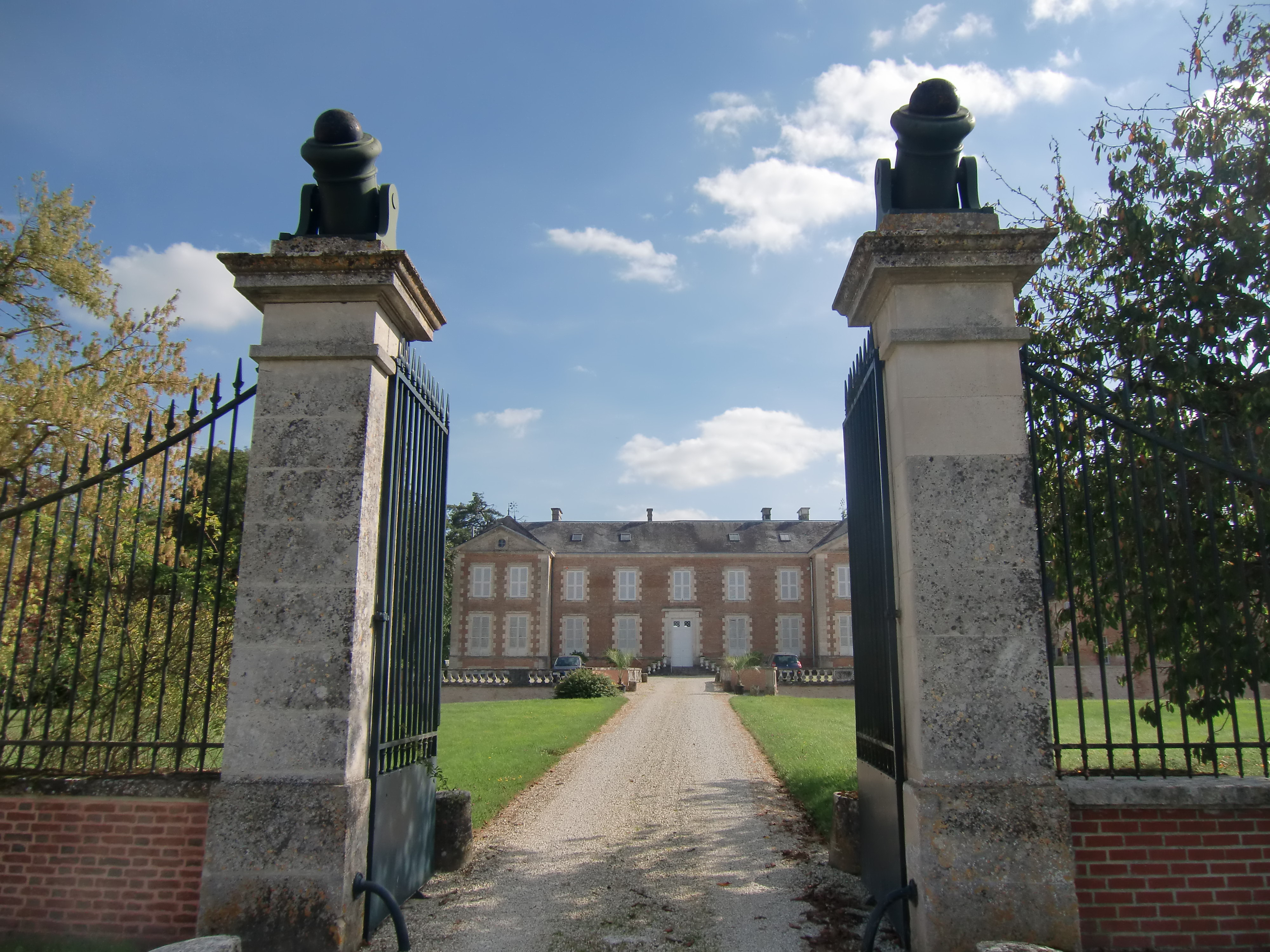
Schloss Le Plessis